# Vianden
Vianden (luxemburguès Veianen, alemany Vianden) és una comuna i vila al nord de Luxemburg, que forma part del cantó de Vianden. El seu nom prové del gal i vol dir rocallós. És travessat pel riu Our i es troba vora la frontera amb Alemanya. El 1308 va rebre el títol de vila.
Fou el centre del Comtat de Vianden.

## Població
| Nacionalitat   | Població | %      |
| -------------- | -------- | ------ |
| Luxemburguesos | 955      | 63,20% |
| Forasters      | 556      | 36,80% |
| - Portuguesos  | 342      | 22,63% |
| - Francesos    | 23       | 1,52%  |
| - Italians     | 35       | 2,32%  |
| - Belgues      | 23       | 1,52%  |
| - Alemanys     | 27       | 1,79%  |
| - Iugoslaus    | 36       | 2,38%  |
| - Altres       | 70       | 4,63%  |

## Evolució demogràfica
| Any        | Població |
| ---------- | -------- |
| 15/02/2001 | 1.511    |
| 01/01/2002 | 1.457    |
| 01/01/2003 | 1.464    |
| 01/01/2004 | 1.502    |
| 01/01/2005 | 1.561    |

## Vila del llibre
Des de l'any 2002 Vianden és una "cité litéraire", vila del llibre, que organitza cada any una "Fête du livre" (Festa del llibre).

## Galeria d'imatges

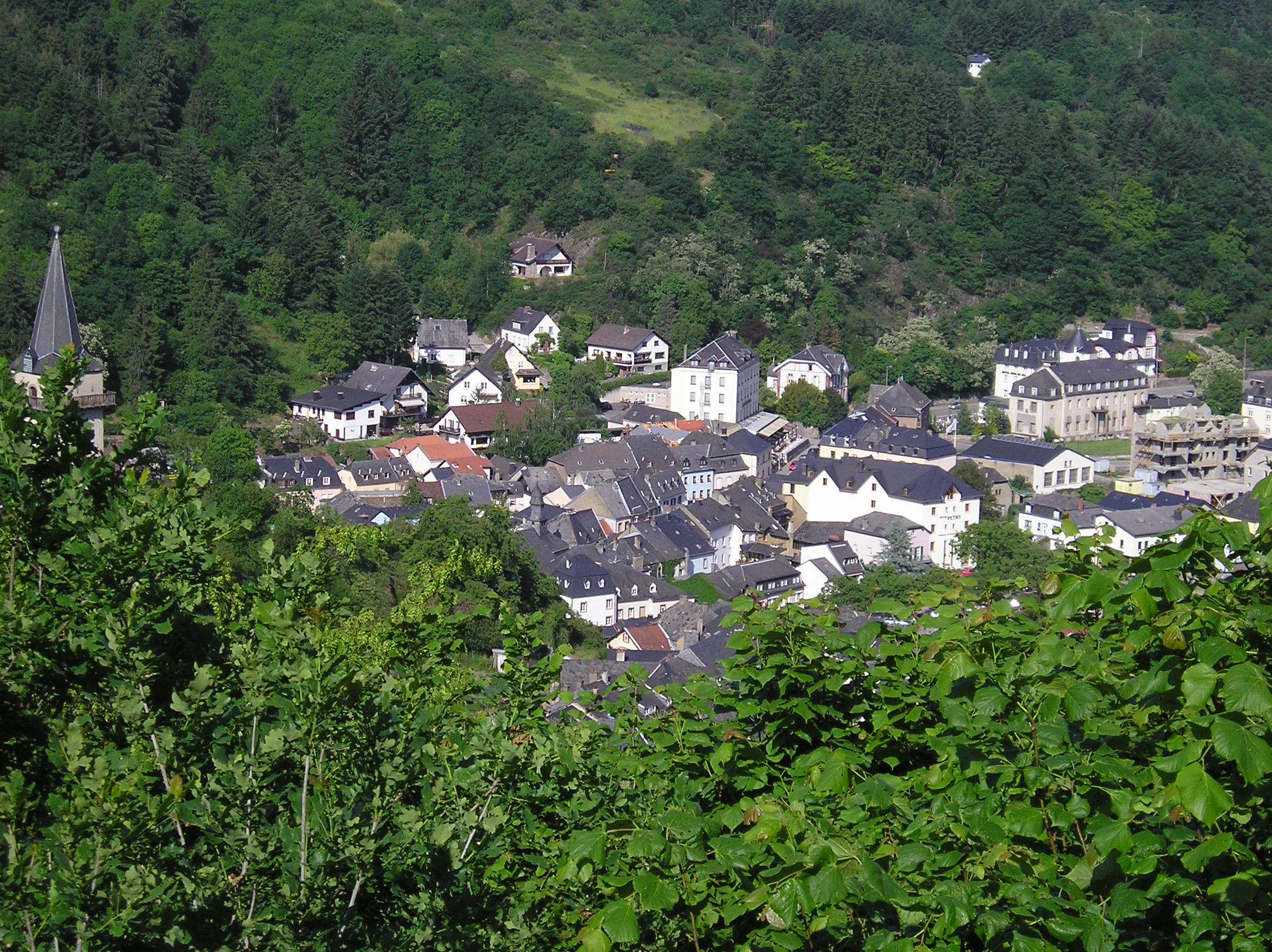
Vianden des de dalt
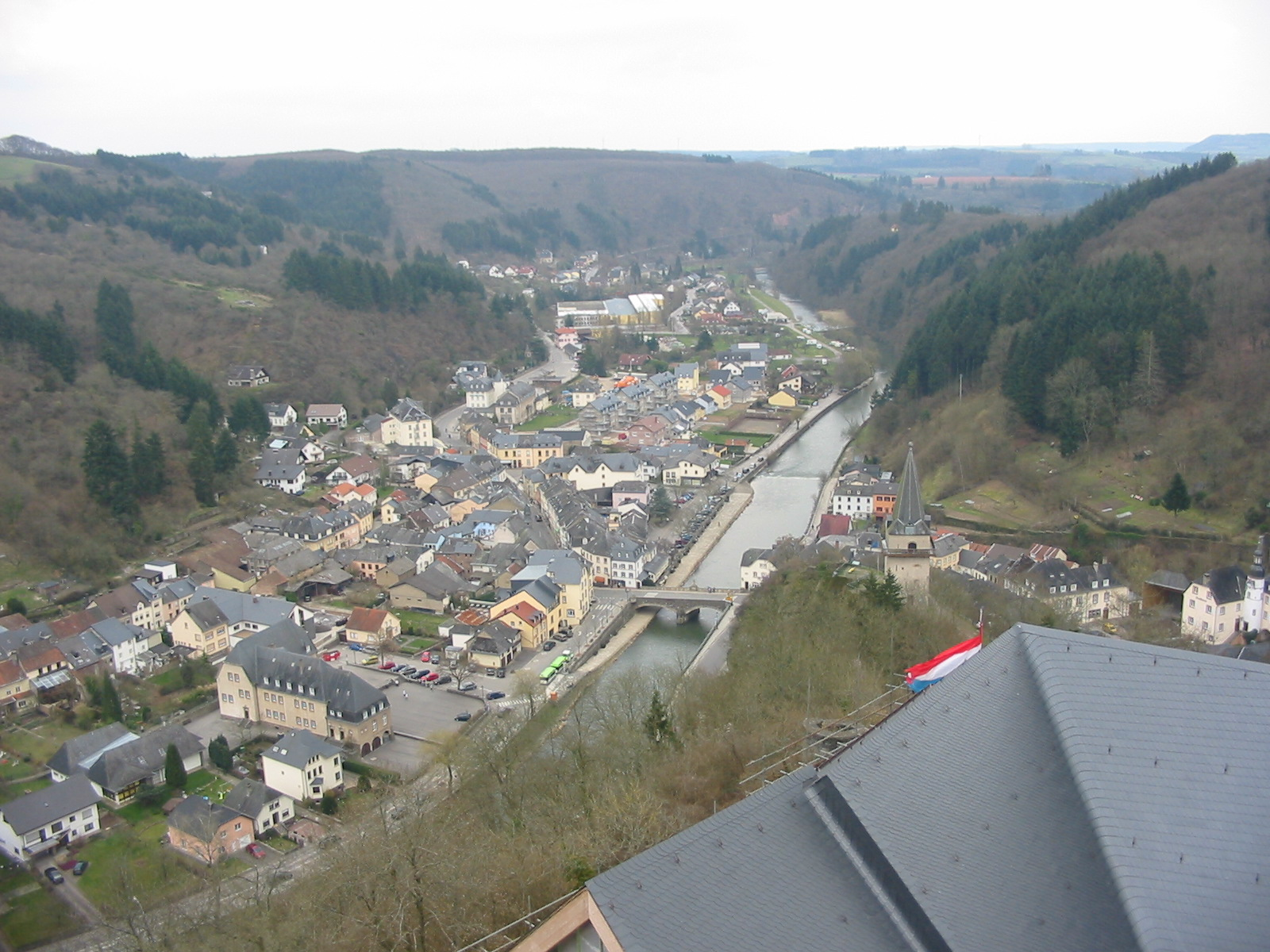
Vianden, des del castell
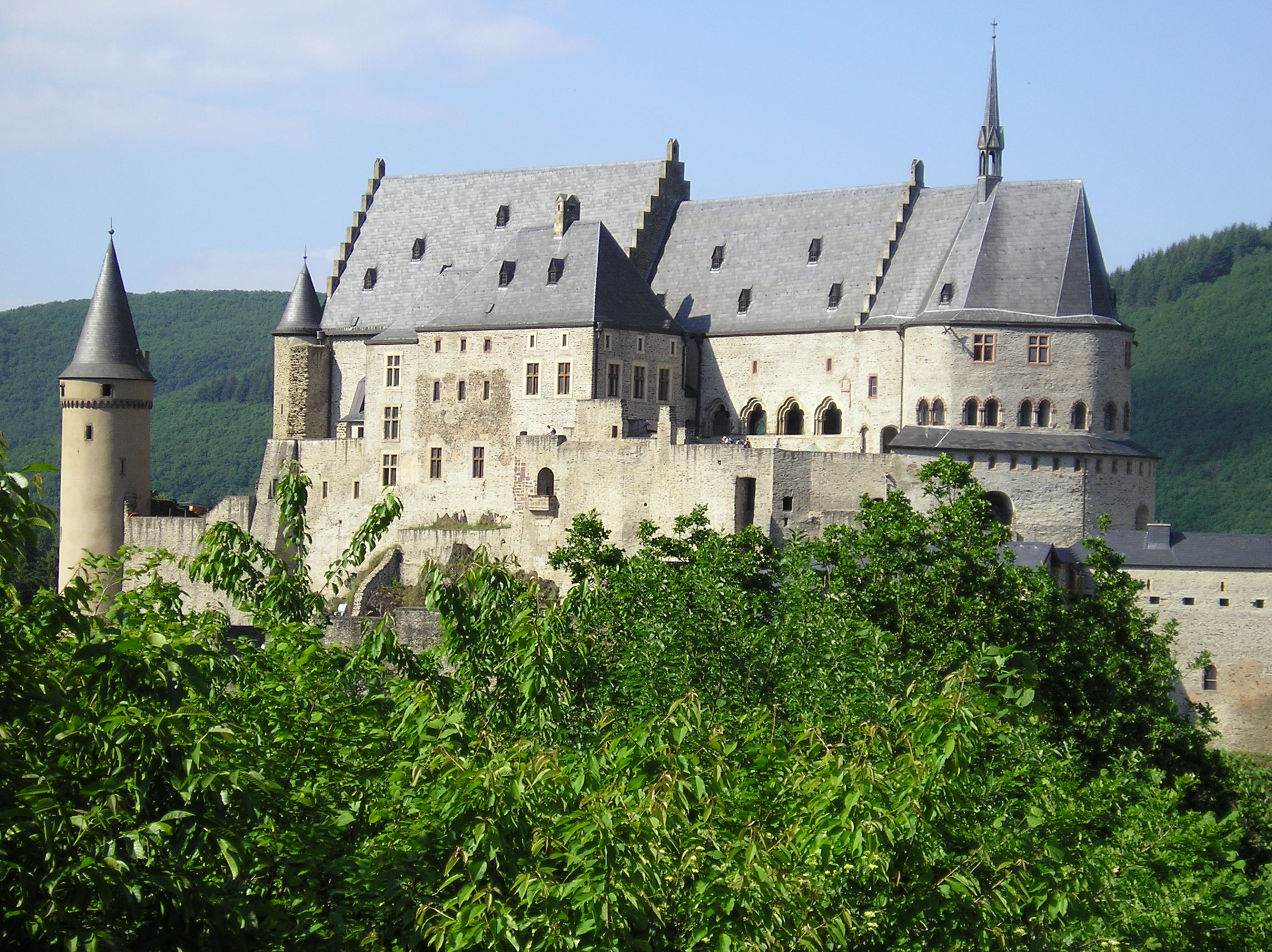
Castell de Vianden
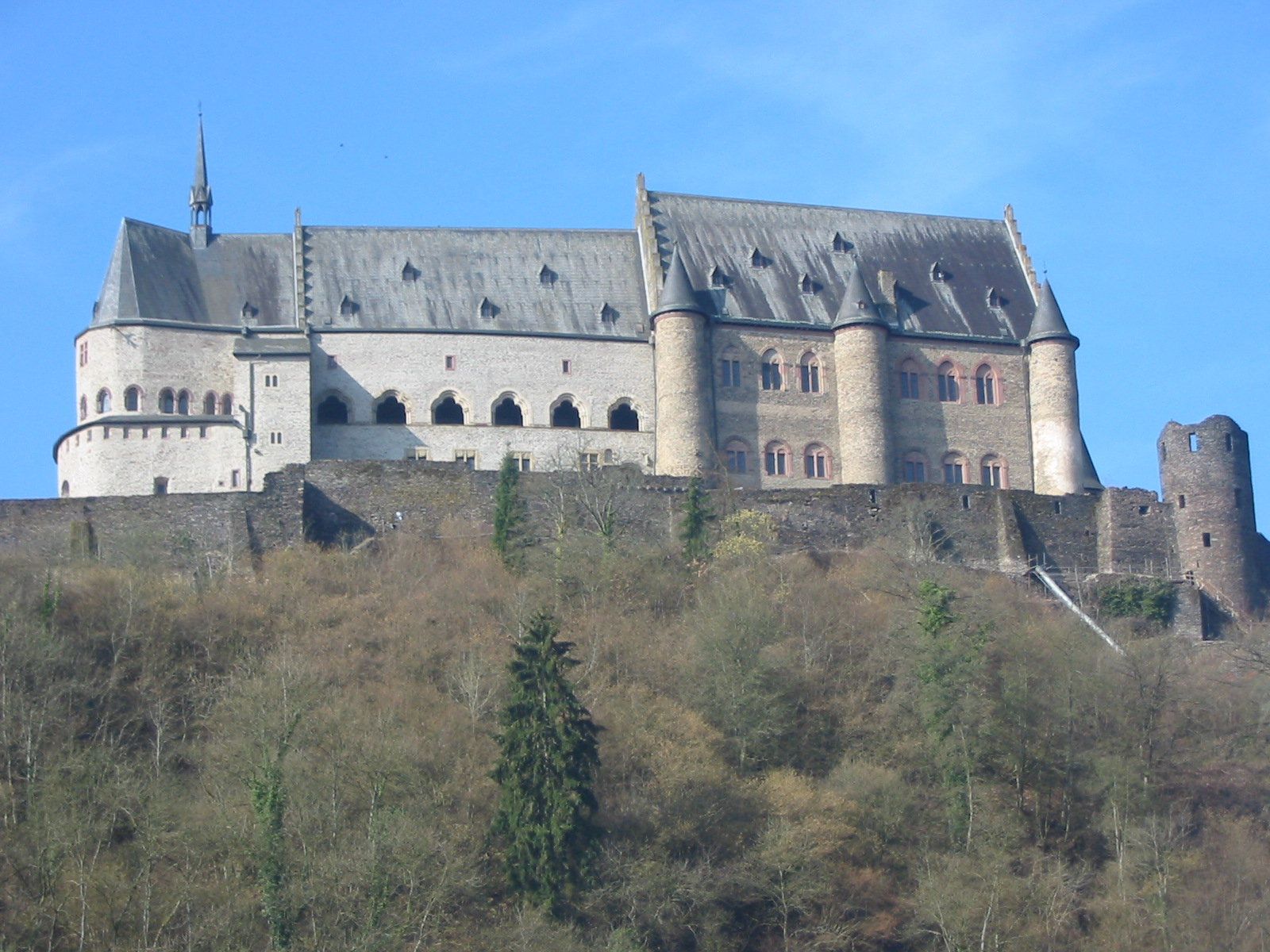
Castell de Vianden, vist des de la vila
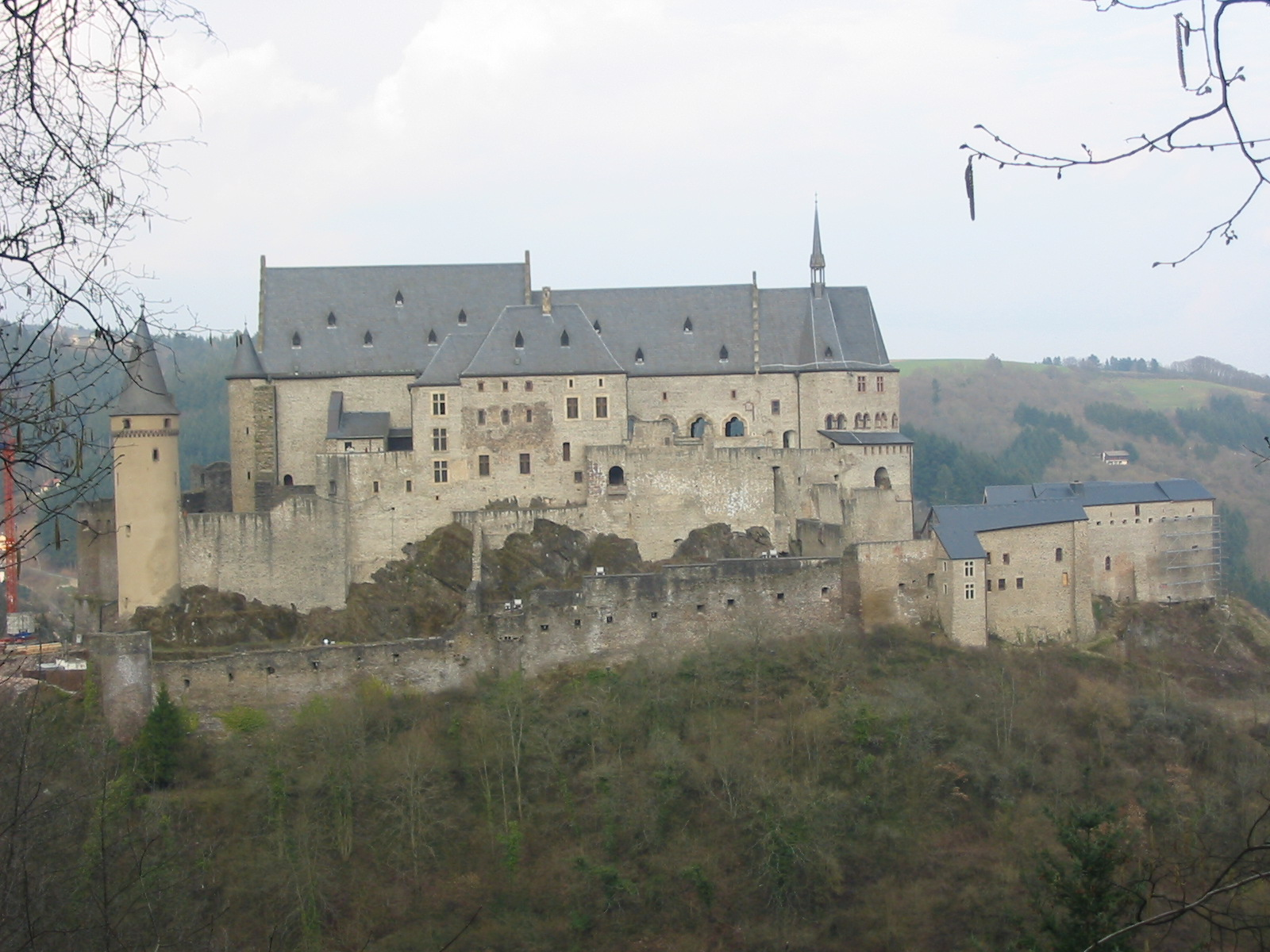
Castell de Vianden,
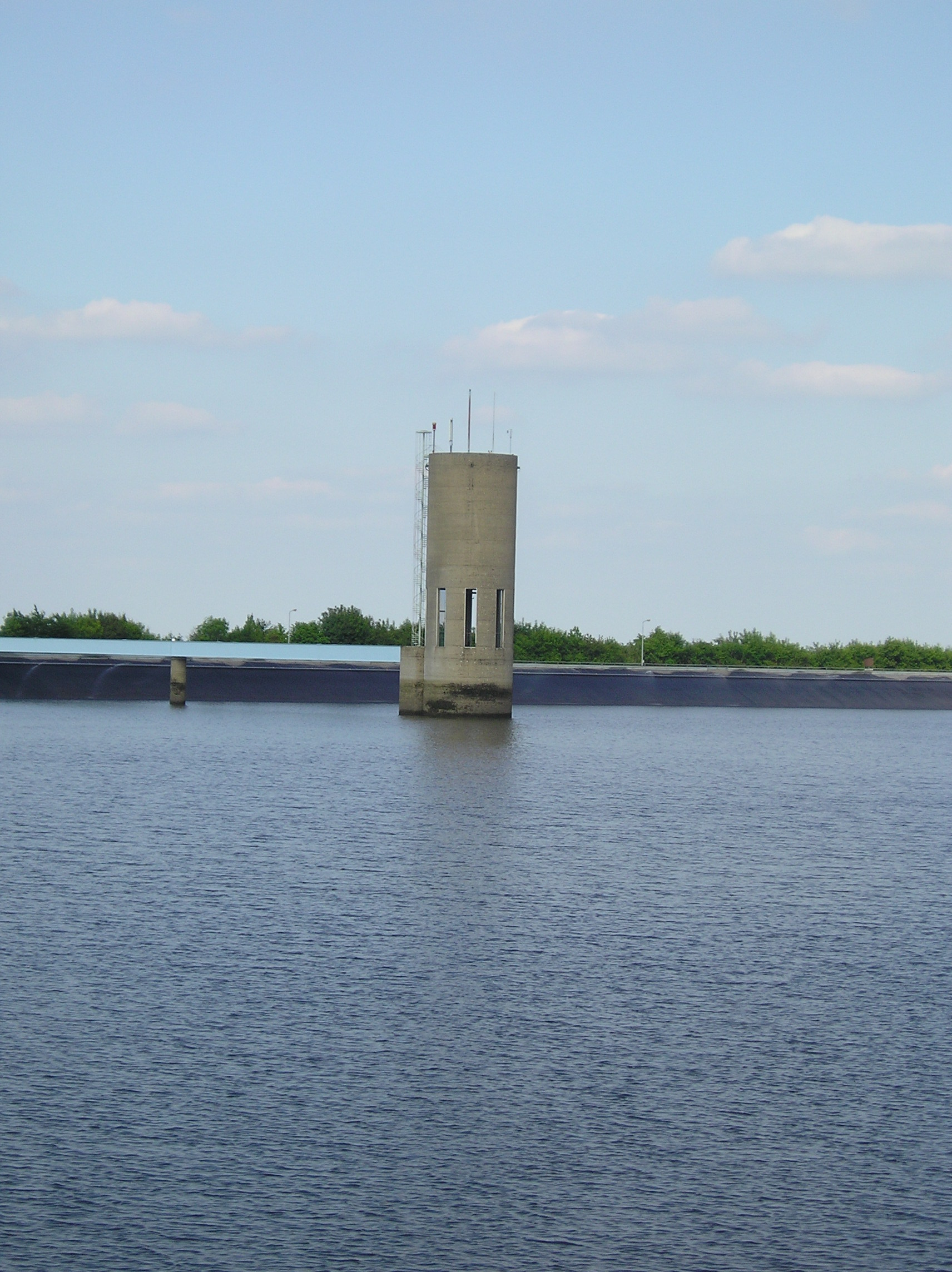
Torre del llac
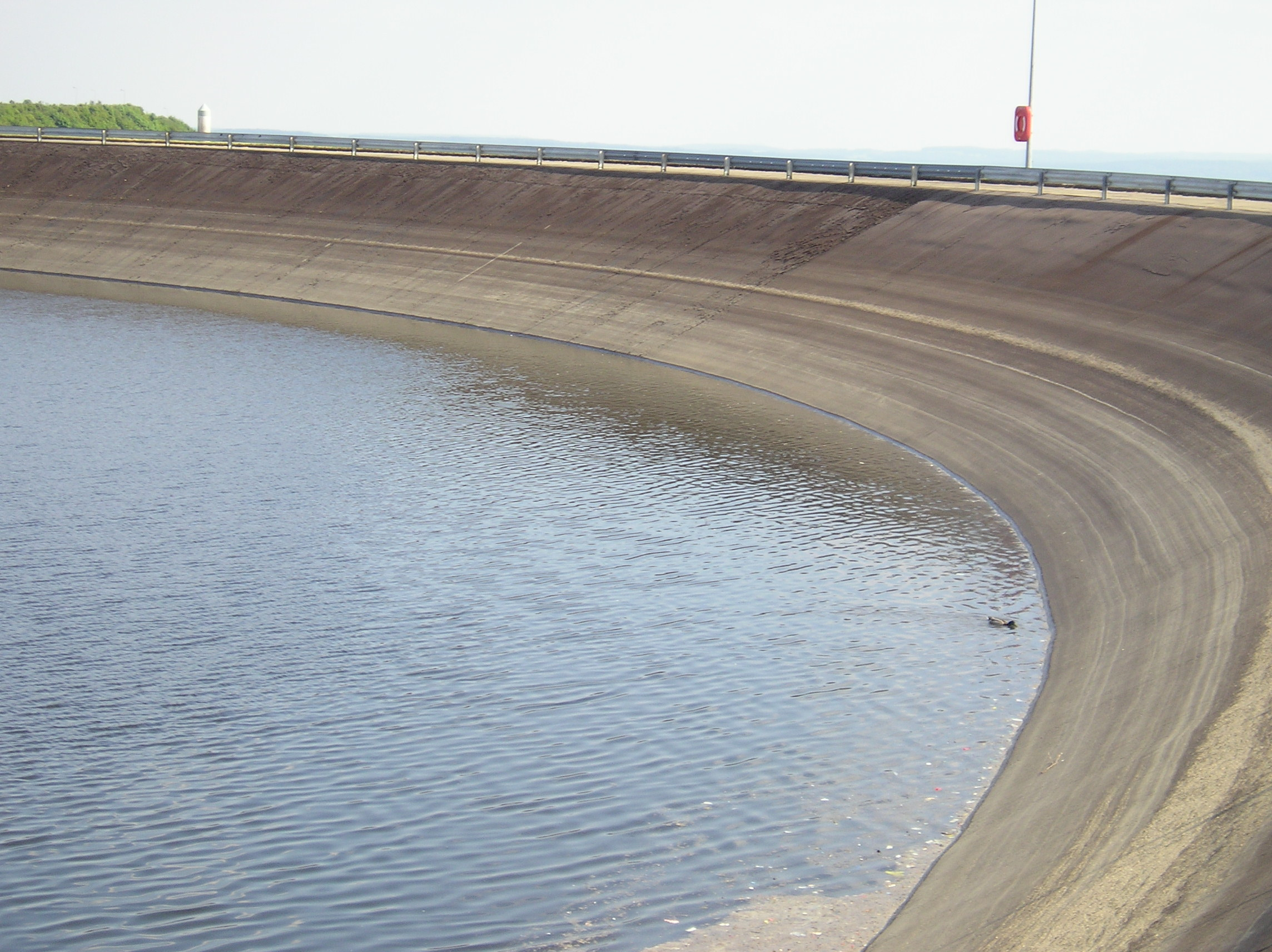
Llac
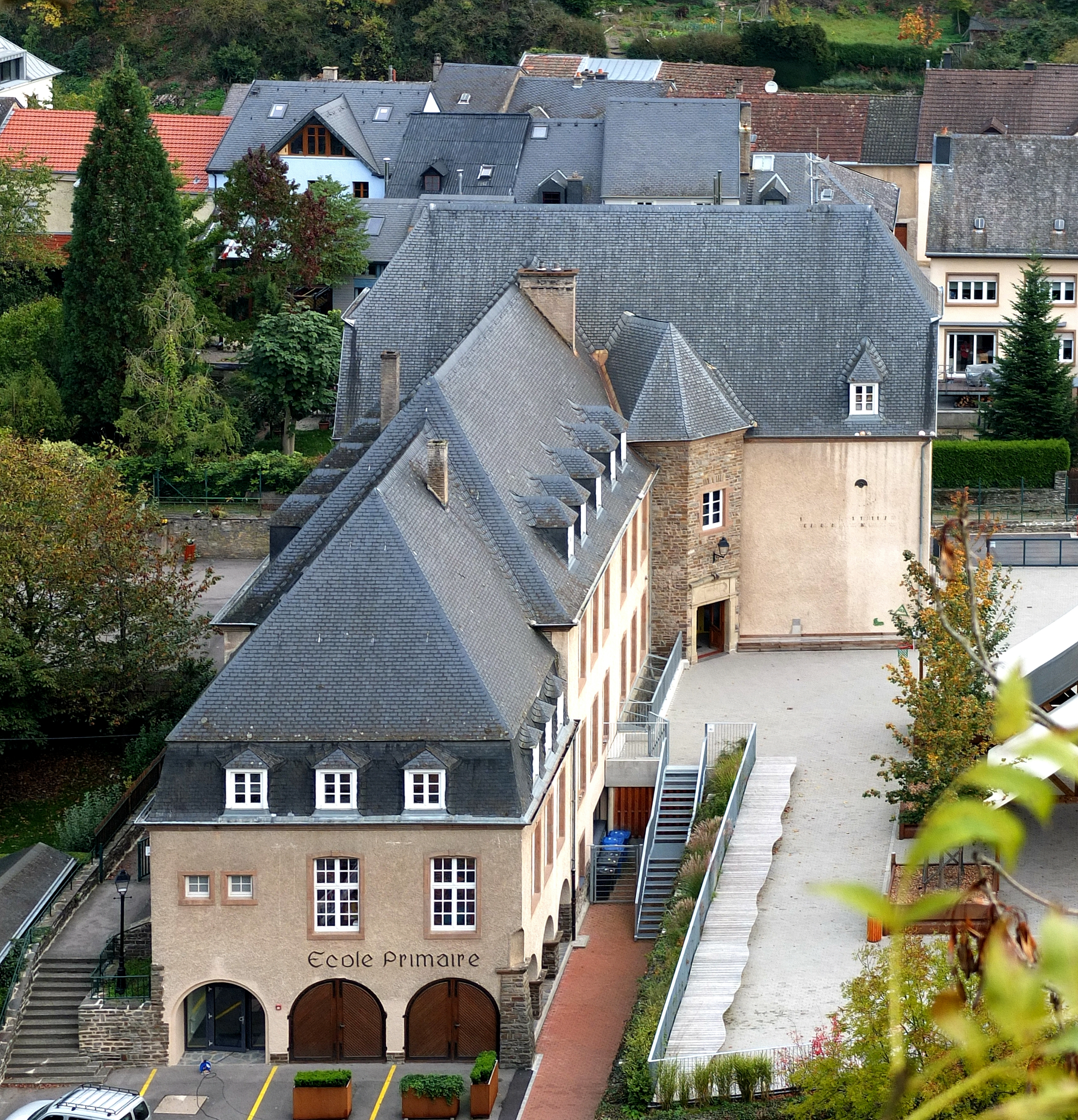
École Primaire
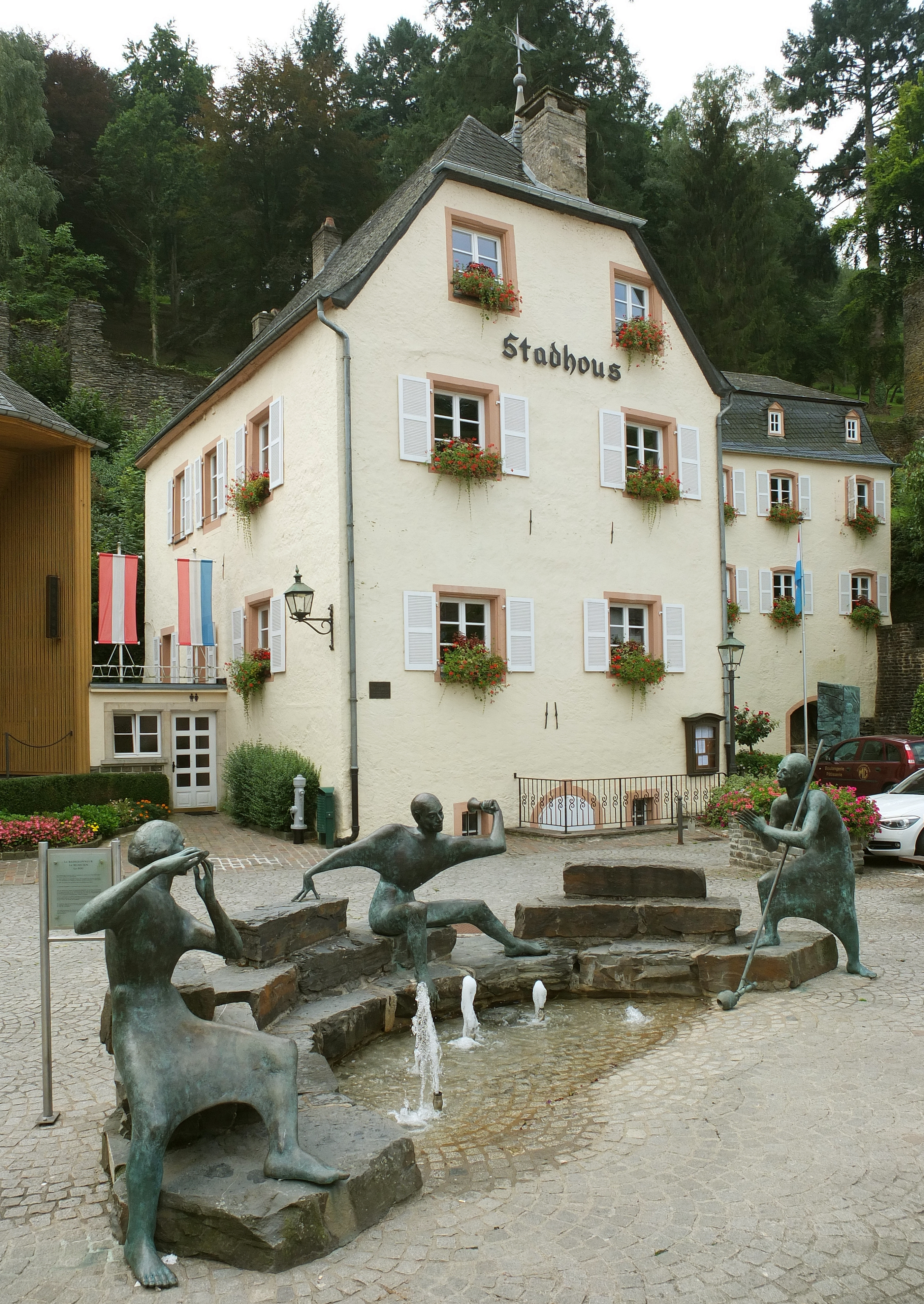
Stadhous